# Grön amadin
Grön amadin (Erythrura viridifacies) är en hotad fågel i tättingfamiljen astrilder som förekommer i Filippinerna.

## Utseende och läten
Grönamadinen är en 12–13 cm lång grön och röd finkliknande fågel. Fjäderdräkten är helt grön förutom bjärt röda övre stjärttäckare och stjärt samt mörka kanter på handpennorna. Stjärten är lång och spetsig, något kortare hos honan som också uppvisar beige på nedre delen av buken och undre stjärttäckarna. Näbben är stor och mörk. Liknande ockrabröstad amadin har kortare grön stjärt och beigefärgad undersida. Sången hörs sällan. Bland lätena hörs korta och ljusa "tsit tsit" och serier med ljusa, tjattrande och raspiga läten.

## Utbredning och status
Fågeln förekommer i norra Filippinerna på Luzon och Negros. Arten tros minska kraftigt i antal till följd av habitatförlust och åtminstone tidigare fångst för den internationella handeln med burfåglar. IUCN kategoriserar den därför som sårbar (VU). Världspopulationen uppskattas till mellan 6 000 och 15 000 vuxna individer..